# Saint-Bris-le-Vineux
Saint-Bris-le-Vineux és un municipi francès, situat al departament del Yonne i a la regió de Borgonya - Franc Comtat. L'any 2007 tenia 1.101 habitants.

## Demografia

### Població
El 2007 la població de fet de Saint-Bris-le-Vineux era de 1.101 persones. Hi havia 440 famílies, de les quals 120 eren unipersonals (60 homes vivint sols i 60 dones vivint soles), 152 parelles sense fills, 132 parelles amb fills i 36 famílies monoparentals amb fills.
La població ha evolucionat segons el següent gràfic:
Habitants censats

### Habitatges
El 2007 hi havia 533 habitatges, 440 eren l'habitatge principal de la família, 40 eren segones residències i 53 estaven desocupats. 479 eren cases i 54 eren apartaments. Dels 440 habitatges principals, 335 estaven ocupats pels seus propietaris, 92 estaven llogats i ocupats pels llogaters i 13 estaven cedits a títol gratuït; 7 tenien una cambra, 38 en tenien dues, 65 en tenien tres, 113 en tenien quatre i 217 en tenien cinc o més. 312 habitatges disposaven pel capbaix d'una plaça de pàrquing. A 193 habitatges hi havia un automòbil i a 200 n'hi havia dos o més.

### Piràmide de població
La piràmide de població per edats i sexe el 2009 era:
| Homes | Edats   | Dones |
| ----- | ------- | ----- |
| 0     | 95 o +  | 4     |
| 8     | 90 a 94 | 16    |
| 0     | 85 a 89 | 40    |
| 0     | 80 a 84 | 28    |
| 32    | 75 a 79 | 20    |
| 20    | 70 a 74 | 60    |
| 28    | 65 a 69 | 20    |
| 20    | 60 a 64 | 28    |
| 16    | 55 a 59 | 16    |
| 32    | 50 a 54 | 28    |
| 36    | 45 a 49 | 40    |
| 36    | 40 a 44 | 36    |
| 40    | 35 a 39 | 36    |
| 40    | 30 a 34 | 36    |
| 36    | 25 a 29 | 16    |
| 24    | 20 a 24 | 24    |
| 32    | 15 a 19 | 24    |
| 44    | 10 a 14 | 12    |
| 40    | 5 a 9   | 24    |
| 20    | 0 a 4   | 32    |

## Economia
El 2007 la població en edat de treballar era de 665 persones, 523 eren actives i 142 eren inactives. De les 523 persones actives 496 estaven ocupades (266 homes i 230 dones) i 27 estaven aturades (11 homes i 16 dones). De les 142 persones inactives 50 estaven jubilades, 47 estaven estudiant i 45 estaven classificades com a «altres inactius».

### Ingressos
El 2009 a Saint-Bris-le-Vineux hi havia 448 unitats fiscals que integraven 1.038,5 persones, la mediana anual d'ingressos fiscals per persona era de 19.833 €.

### Activitats econòmiques
Dels 46 establiments que hi havia el 2007, 1 era d'una empresa extractiva, 3 d'empreses alimentàries, 1 d'una empresa de fabricació de material elèctric, 1 d'una empresa de fabricació d'elements pel transport, 1 d'una empresa de fabricació d'altres productes industrials, 8 d'empreses de construcció, 11 d'empreses de comerç i reparació d'automòbils, 3 d'empreses de transport, 2 d'empreses d'hostatgeria i restauració, 1 d'una empresa d'informació i comunicació, 1 d'una empresa financera, 1 d'una empresa immobiliària, 4 d'empreses de serveis, 5 d'entitats de l'administració pública i 3 d'empreses classificades com a «altres activitats de serveis».
Dels 17 establiments de servei als particulars que hi havia el 2009, 1 era una oficina de correu, 1 una oficina bancària, 1 taller de reparació d'automòbils i de material agrícola, 1 autoescola, 4 paletes, 1 guixaire pintor, 1 lampisteria, 3 electricistes, 1 empresa de construcció, 1 perruqueria, 1 restaurant i 1 saló de bellesa.
Dels 2 establiments comercials que hi havia el 2009, 1 era una botiga de més de 120 m² i 1 una botiga de menys de 120 m².
L'any 2000 a Saint-Bris-le-Vineux hi havia 59 explotacions agrícoles que ocupaven un total de 1.344 hectàrees.

## Equipaments sanitaris i escolars
El 2009 hi havia 1 farmàcia i 1 ambulància.
El 2009 hi havia 1 escola maternal integrada dins d'un grup escolar amb les comunes properes formant una escola dispersa i 1 escola elemental integrada dins d'un grup escolar amb les comunes properes formant una escola dispersa.

## Poblacions més properes
El següent diagrama mostra les poblacions més properes.